# Alsodes vanzolinii
Alsodes vanzolinii là một loài ếch trong họ Leptodactylidae. Chúng là loài đặc hữu của Chile.
Các môi trường sống tự nhiên của chúng là các khu rừng ôn hòa và sông. Loài này đang bị đe dọa do mất môi trường sống.